# Ентропійна гравітація
Ентропійна гравітація[усталений термін?] — гіпотеза сучасної фізики, що описує гравітацію, як ентропійну силу - ймовірнісний наслідок тенденції фізичної системи збільшувати власну ентропію; тобто гіпотеза відмовляє гравітації в фундаментальності.

Теорія ентропійної гравітації дотримується закону Ньютона про всесвітнє тяжіння на Землі та на міжпланетних відстанях, але відрізняється від цієї класичної природи на міжзоряних відстанях.

Ентропійна гравітація, відома також як нова гравітація, це теорія[уточнити] сучасної фізики, яка визначає гравітацію як ентропійну силу - силу з однорідністю макромасштабу, але яка підлягає квантовому безладу - а не фундаментальна взаємодія. Теорія[уточнити], заснована на теорії струн, фізиці чорних дір та квантовій теорії інформації[джерело?], змальовує гравітацію як виникне[усталений термін?] явище, яке випливає з квантового переплетення невеликих шматочків інформації про космічний час. Таким чином, ентропійна гравітація, як кажуть, дотримується другого закону термодинаміки, згідно якого ентропія фізичної системи має потяг до зростання з часом.
Найпростіше, теорія стверджує, що коли гравітація стає надзвичайно слабкою — рівні, які спостерігаються лише на міжзоряних відстанях — вона відходить від класично зрозумілої природи, і її сила починає лінійно занепадати з відстанню від маси.
Ця теорія стверджує[джерело?], що вона відповідає як макрорівневим спостереженням гравітації Ньютона, так і загальній теорії відносності Ейнштейна та її гравітаційним спотворенням простору-часу. До того-ж важливо, що теорія також пояснює (не посилаючись на існування темної матерії та супутньої їй математики із новими вільними параметрами, які налаштовуються для отримання бажаного результату), чому криві обертання галактик відрізняються від профілю, очікуваного для видимої матерії.
Теорія ентропійної гравітації стверджує, що те, що тлумачиться як непомічена темна матерія, є продуктом квантових ефектів, які можна розглядати як форму позитивної темної енергії, котра підносить вакуумну енергію простору від значення її основного стану. Головним принципом теорії є те, що позитивна темна енергія призводить до внеску закону теплового об'єму в ентропію, яка обганяє закон площі Антидесіттерівського простору саме в обсязі Габла[прояснити].
Ця теорія була суперечливою у фізичному співтоваристві, але викликала дослідження та експерименти для перевірки її достовірності.

## Витоки
Історія ентропійної гравітації бере початок у дослідженнях термодинаміки чорних дір у половині 70-х рр. Ті дослідження встановили глибокий взаємозв'язок між гравітацією та термодинамікою[джерело?].